# Fortul

Localização de Fortul no departamento de Arauca

Fortul é uma cidade da Colômbia, no departamento de Arauca.